# Инженер-электроник
Инженер-электроник (электронщик, электроник) — специалист (инженер), обеспечивающий правильную техническую эксплуатацию, бесперебойную работу электронного оборудования.

## Обязанности
Участвует в разработке перспективных и текущих планов и графиков работы, технического обслуживания и ремонта оборудования, мероприятий по улучшению его эксплуатации и повышению эффективности использования электронной техники. 
Осуществляет подготовку электронно-вычислительных машин к работе, технический осмотр отдельных устройств и узлов, контролирует параметры и надёжность электронных элементов оборудования, проводит тестовые проверки с целью своевременного обнаружения неисправностей, устраняет их. 
Производит наладку элементов и блоков электронно-вычислительных машин, радиоэлектронной аппаратуры и отдельных устройств и узлов. 
Организует техническое обслуживание электронной техники, обеспечивает её работоспособное состояние, рациональное использование, проведение профилактического и текущего ремонта. Принимает меры по своевременному и качественному выполнению ремонтных работ согласно утверждённой документации. 
Осуществляет контроль за проведением ремонта и испытаний электронного оборудования, за соблюдением инструкций по эксплуатации, техническому уходу за ним. 
Участвует в проверке технического состояния электронного оборудования, проведении профилактических осмотров и текущего ремонта, приёмке его из капитального  ремонта, а также в приёмке и освоении вновь вводимого в эксплуатацию электронного оборудования. 
Изучает возможность подключения дополнительных внешних устройств к электронно-вычислительным машинам с целью расширения их технических возможностей, создания вычислительных комплексов. 
Ведёт учёт и анализирует показатели использования электронного оборудования, изучает режимы работы и условия его эксплуатации, разрабатывает нормативные материалы по эксплуатации и техническому обслуживанию электронного оборудования. 
Составляет заявки на электронное оборудование и запасные  части к нему, техническую документацию на ремонт, отчёты о работе. 
Осуществляет контроль за своевременным обеспечением электронной техники запасными частями и материалами, организует хранение радиоэлектронной аппаратуры.

## Требования к квалификации
- Инженер-электроник (электроник) I категории: высшее профессиональное (техническое) образование и стаж работы в должности инженера-электроника II категории не менее 3 лет.
- Инженер-электроник (электроник) II категории: высшее профессиональное (техническое) образование и стаж работы в должности инженера-электроника III категории или других инженерно-технических должностях, замещаемых специалистами с высшим профессиональным образованием, не менее 3 лет.
- Инженер-электроник (электроник) III категории: высшее профессиональное (техническое) образование и опыт работы по специальности, приобретённый в период обучения, или стаж работы на инженерно-технических должностях без квалификационной категории.
- Инженер-электроник    (электроник): высшее профессиональное (техническое) образование без предъявления требований к стажу работы или среднее профессиональное (техническое) образование и стаж работы в должности техника I категории не менее 3 лет либо других должностях, замещаемых специалистами со средним профессиональным образованием, не менее 5 лет[1].